# Harrie Verdonschot
Harrie Verdonschot (Heerlen, 6 september 1925 – Maastricht, 1 april 1993) was een Nederlands voetballer en trainer die zijn gehele carrière speelde voor MVV.

## Loopbaan

### Beginjaren
Hij groeide op in Heerlen en ging voetballen bij Heerlen Sport. Toen hij twaalf jaar oud was, verhuisde hij met zijn ouders naar Maastricht. Daar ging hij als junior spelen bij buurtvereniging RKVVM uit de Sint Martinusparochie in stadsdeel Wyck. Hij meldde zich in 1943 als lid bij MVV. In het laatste oorlogsjaar 1944/45 lag de voetbalcompetitie stil waardoor zijn debuut in het eerste elftal werd uitgesteld. 

### Kampioen
Na de bevrijding ging de competitie van start op 4 november 1945. MVV opende met de uitwedstrijd tegen De Spechten in Eindhoven. Het duel werd met 2-8 gewonnen. Verdonschot debuteerde met twee doelpunten. 
MVV eindigde in het eerste naoorlogse seizoen op de tweede plaats in de zuidelijke Eerste klasse achter kampioen Limburgia. Verdonschot scoorde tien keer. MVV beschikte over een productieve aanval met Dré Berkhof (16 goals), Aaldrik Tap (15) en André Ravestijn (12).
Een jaar later grepen de Maastrichtenaren de titel. MVV had versterking gekregen van Gerrit Westerhuis die overkwam van PEC. Deze nieuweling werd in het kampioensjaar met 19 treffers clubtopscorer, gevolgd door Verdonschot met 16 goals. 
In de eerste vijf wedstrijden trof Verdonschot in iedere ontmoeting het vijandelijke doel. Totdat MVV de derby tegen concurrent Sittardsche Boys met 1-0 verloor. Harry Ehlen was de matchwinnaar. MVV bleef daarna bijna tot het einde in de schaduw van de Sittardse koploper. Pas op de slotdag werd de titelstrijd in Maastrichts voordeel beslist.  
MVV nam in juni en juli 1947 met vijf andere districtswinnaars deel aan het 
Nederlands kampioenschap. Ajax pakte de landstitel en MVV eindigde als vierde. Verdonschot scoorde vijfmaal in negen kampioensduels.

### Verdediger
Hij was vier seizoenen clubtopscorer van MVV in het begin van de jaren vijftig. Hij werd geselecteerd voor het zuidelijk en het Limburgs elftal. Na de invoering van het beroepsvoetbal in Nederland in 1954 verhuisde hij langzaamaan naar de defensie. MVV beschikte over jonge talentvolle aanvallers die zijn plek konden innemen zoals Fons van Wissen, Chris Coenen, Jo Toennaer en Frans Rutten die overkwam van Roda Sport. Als aanvoerder speelde Verdonschot nog zes jaar in de Eredivisie. Hij kwam in ruim 400 competitieduels uit voor MVV waarin hij 106 keer scoorde.

### Trainer
In het seizoen 1962/63 behoorde de 37-jarige Verdonschot nog tot de MVV-selectie. Maar hij kwam niet meer in actie voor de hoofdmacht. Hij speelde zijn laatste voetbaljaar in het tweede elftal. 
Direct na zijn afscheid als voetballer werd hij in 1963 trainer van Berg ‘28. In 1968 was hij werkzaam bij WVV '28 toen hij benaderd werd door MVV voor een terugkeer als assistent-trainer, samen met oud-teamgenoot Jeu van Bun. Na twee seizoenen vertrok hijen pakte zijn trainersloopbaan bij amateurclubs uit Maastricht en omgeving weer op.
Tot vlak voor zijn ziekte en overlijden op 67-jarige leeftijd in 1993 bleef hij als trainer actief.

## Carrièrestatistieken
| Seizoen         | Club            | Land            | Competitie                   | Competitie | Competitie | Beker | Beker | Internationaal | Internationaal | Overig | Overig | Totaal | Totaal |
| Seizoen         | Club            | Land            | Competitie                   | Wed.       | Dlp.       | Wed.  | Dlp.  | Wed.           | Dlp.           | Wed.   | Dlp.   | Wed.   | Dlp.   |
| --------------- | --------------- | --------------- | ---------------------------- | ---------- | ---------- | ----- | ----- | -------------- | -------------- | ------ | ------ | ------ | ------ |
| 1945/46         | MVV             | Nederland       | Eerste klasse Zuid II        | 20         | 10         | –     | 0     | 0              | 0              | 0      | 0      | 20     | 10     |
| 1946/47         | MVV             | Nederland       | Eerste klasse Zuid II        | 20         | 16         | –     | 0     | 0              | 0              | 9      | 5      | 29     | 21     |
| 1947/48         | MVV             | Nederland       | Eerste klasse Zuid II        | 12         | 4          | –     | 0     | 0              | 0              | 0      | 0      | 12     | 4      |
| 1948/49         | MVV             | Nederland       | Eerste klasse Zuid I         | 20         | 7          | –     | 0     | 0              | 0              | 0      | 0      | 20     | 7      |
| 1949/50         | MVV             | Nederland       | Eerste klasse Zuid I         | 18         | 16         | –     | 0     | 0              | 0              | 0      | 0      | 18     | 16     |
| 1950/51         | MVV             | Nederland       | Eerste klasse E              | 19         | 7          | –     | 0     | 0              | 0              | 0      | 0      | 19     | 7      |
| 1951/52         | MVV             | Nederland       | Eerste klasse C              | 24         | 13         | –     | 0     | 0              | 0              | 0      | 0      | 24     | 13     |
| 1952/53         | MVV             | Nederland       | Eerste klasse C              | 24         | 6          | –     | 0     | 0              | 0              | 0      | 0      | 24     | 6      |
| 1953/54         | MVV             | Nederland       | Eerste klasse D              | 22         | 12         | –     | 0     | 0              | 0              | 0      | 0      | 22     | 12     |
| 1954/55         | MVV             | Nederland       | Eerste klasse D (afgebroken) | 9          | 1          | –     | –     | 0              | 0              | 0      | 0      | 9      | 1      |
| 1954/55         | MVV             | Nederland       | Eerste klasse A              | 26         | 9          | –     | –     | 0              | 0              | 0      | 0      | 26     | 9      |
| 1955/56         | MVV             | Nederland       | Hoofdklasse B                | 32         | 1          | –     | –     | 0              | 0              | 0      | 0      | 32     | 1      |
| 1956/57         | MVV             | Nederland       | Eredivisie                   | 34         | 1          | –     | 0     | 0              | 0              | 0      | 0      | 34     | 1      |
| 1957/58         | MVV             | Nederland       | Eredivisie                   | 28         | 3          | –     | 0     | 0              | 0              | 0      | 0      | 28     | 3      |
| 1958/59         | MVV             | Nederland       | Eredivisie                   | 24         | 0          | –     | 0     | 0              | 0              | 0      | 0      | 24     | 0      |
| 1959/60         | MVV             | Nederland       | Eredivisie                   | 25         | 0          | –     | –     | 0              | 0              | 0      | 0      | 25     | 0      |
| 1960/61         | MVV             | Nederland       | Eredivisie                   | 25         | 0          | –     | –     | 0              | 0              | 0      | 0      | 25     | 0      |
| 1961/62         | MVV             | Nederland       | Eredivisie                   | 21         | 0          | –     | 0     | 0              | 0              | 0      | 0      | 21     | 0      |
| 1962/63         | MVV             | Nederland       | Eredivisie                   | 0          | 0          | –     | 0     | 0              | 0              | 0      | 0      | 0      | 0      |
| Carrière totaal | Carrière totaal | Carrière totaal | Carrière totaal              | 403        | 106        | 0     | 0     | 0              | 0              | 9      | 5      | 412    | 111    |